# Jacques Luijer
Jacques Stefan Luijer (Bussum, 2 maart 1938) is een Nederlandse acteur.
Luijer studeerde af in 1960 aan de Arnhemse toneelschool en speelde in diverse films en tv-series. In 1990 speelde hij drie afleveringen Henk Miedema in de serie Goede tijden, slechte tijden en Van Woudrichem in de film Moord in extase uit 1984.
Hij werkte bij de Arnhemse Toneelgroep Theater. In 1989 ging Luijer als zakelijk leider aan de slag bij Het Nationale Toneel.

## Filmografie
- De Fuik  (1962-1963) - Jan Valhorn
- Maigret (televisieserie) (1965) - Jasja Krijner
- Moord in extase (1984) - Van Woudrichem
- Goede tijden, slechte tijden (1990) - Henk Miedema
- Iris (1992) - Burgemeester
- Maten (1999)